# Brocchinia gilmartiniae
Brocchinia gilmartiniae là một loài thực vật có hoa trong họ Bromeliaceae. Loài này được G.S.Varad. mô tả khoa học đầu tiên năm 1986.